# امون-اشل
شهر امون-اشل (به فرانسوی: Hamont-Achel) در شهرستان مزک  در استان لمبورگ  در منطقه فلاندری در کشور بلژیک واقع شده‌است.

## نگارخانه

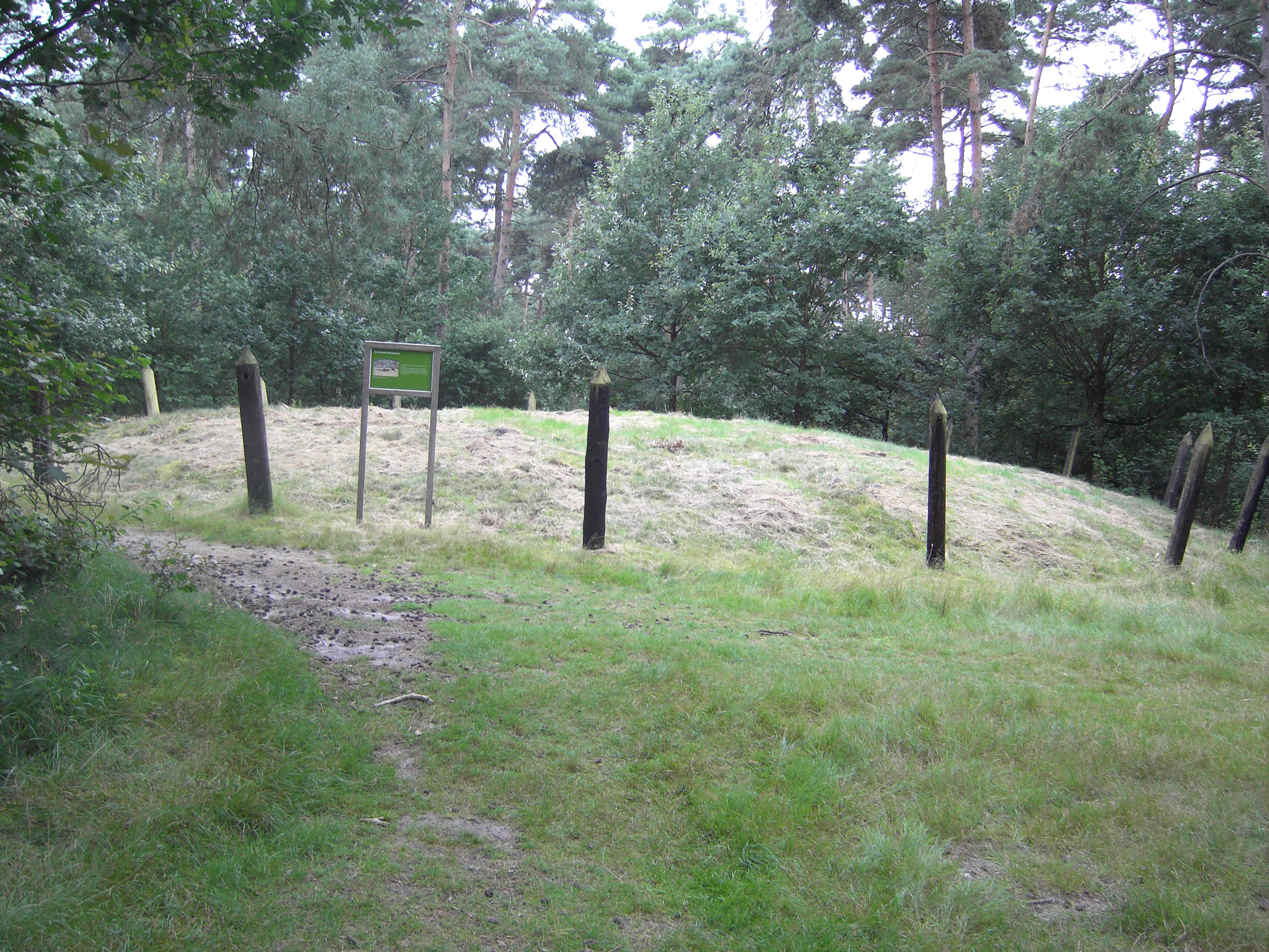